# 林家三平 (初代)

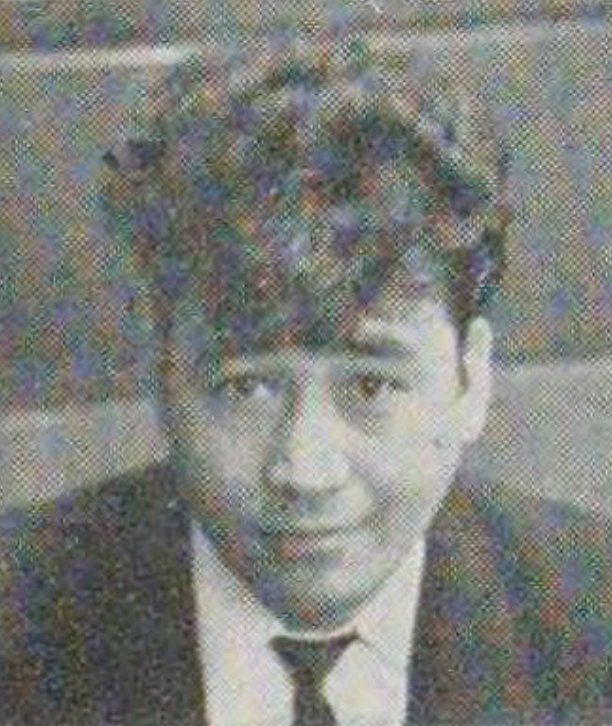
1962年

初代 林家 三平（はやしや さんぺい、1925年〈大正14年〉11月30日 - 1980年〈昭和55年〉9月20日）は、落語家。落語協会理事。東京市下谷区（現:東京都台東区）根岸出身。通称は根岸。出囃子は『祭囃子』。

## 来歴
1925年（大正14年）11月30日、七代目柳家小三治（後の七代目林家正蔵）と母・歌（うた）の長男として東京根岸に生まれる。海老名榮三郎（えびな えいざぶろう）と名づけられる。
旧制明治中学を卒業（なお、三平の孫・たま平も明治大学付属中学・高校を卒業している）。明治大学商学部入学。
1945年（昭和20年）3月、本土決戦部隊として陸軍に徴兵される。土木作業への従事を経て肉弾特攻を命じられるが、終戦を迎えた同年10月、敗戦により兵長として復員。
復員後、本名を海老名 泰一郎に改名。初舞台は浅草松竹演芸場での通行人役。
1946年（昭和21年）2月、東宝専属である父正蔵に入門し東宝名人会の前座となる。父の前座名「柳家三平」を貰い、芸名を「林家三平（はやしや　さんペい）」と名づけられる。落語家は真打になった時などの区切りの場面で改名することが通例だが、この名を生涯名乗り続けることになる（このため、前座名のまま亡くなるまで通した落語家の代表例として三平が取り上げられることもある）。現在の公式プロフィールでは、林家甘蔵は名乗らなかったことになっている。同年4月、父親の独演会で初高座。翌1947年秋、東宝名人会において二つ目に昇進。
1949年（昭和24年）10月26日、父正蔵死去。落語芸術協会に移籍先がなく、同年、かつて父の弟子だった四代目月の家圓鏡（後の七代目橘家圓蔵）門下に移る。東宝名人会における二つ目の資格は取り消され、新師匠圓蔵が所属する落語協会で改めて前座からやり直す。1951年（昭和26年）3月、二つ目昇進。
1952年（昭和27年）、妻・香葉子と結婚。仲人は三代目三遊亭金馬（東宝の父正蔵の同僚で、香葉子と中根の育ての親）。同年、病気で1か月の入院生活を送る。このころ、父正蔵から相続した土地を半分手放す。1953年（昭和28年）2月14日、第一子・美どり生まれる。
1954年（昭和29年）、文化放送「浪曲学校」の司会を務める。さらに1955年（昭和30年）、出口一雄によりKRテレビ（現：TBS）『新人落語会』（後に『今日の演芸』と番組名変更）の司会者に抜擢される。
1957年（昭和32年）10月中席、上野鈴本演芸場で、二つ目の身分のままで主任（トリ）を務めた。
1958年（昭和33年）10月、真打昇進（初代林家三平として）。口上は師匠の七代目圓蔵、大師匠の八代目桂文楽、五代目古今亭志ん生、六代目三遊亭圓生、八代目林家正蔵、五代目柳家小さん、六代目三升家小勝が務めた。なお、この真打披露興行もKRテレビで生中継された。前座名である三平の名を一枚看板までに大きくし、初代林家三平の名を生涯貫く。

尚、真打ち披露での五代目古今亭志ん生の口上は1994年発売の「スーパー落語1500 林家三平」の「三平グラフィティ」にて聞く事が出来る。付属する解説によると「一席とは云いながら、22年間に渡る数十本の録音テープから抜粋再編集して一席の如くまとめ上げたものである」とあり、数十本の録音テープの中から収録されている。真打ち披露の口上の録音は珍しく、しかも故人の五代目古今亭志ん生によるものである為貴重な録音と言える。ただ、録音年月日が不明な為何処で行った真打ち披露での口上かは不明。
1961年（昭和36年）1月17日、第二子・泰葉生まれる。翌1962年（昭和37年）12月1日、第三子・泰孝（後に林家こぶ平→九代目林家正蔵）生まれる。
1965年（昭和40年）、日本テレビ「踊って歌って大合戦」の司会を務める。不況の中、低予算で粗製乱造気味に作られた視聴者参加型番組の一つであったが、その中でも三平司会による番組作りは群を抜いており「白痴番組の横綱」として評価された。
1967年（昭和42年）、日本テレビ「笑点」師弟大喜利、鶴亀大喜利、演芸コーナーに出演。以後、1979年（昭和54年）まで不定期出演。
1968年（昭和43年）、落語協会（六代目三遊亭圓生会長）理事就任。
1970年（昭和45年）12月11日、第四子・泰助（後の二代三平）生まれる。
1978年（昭和53年）5月、落語協会分裂騒動が起き、師匠の圓蔵が新団体参加を表明する。だが、三平自身は新団体への移籍の意志を見せず、圓蔵の落語協会脱会撤回の説得に成功する。またこの年、長男・泰孝が三平に弟子入りし、「こぶ平」を名乗る。
1979年正月、脳溢血で倒れて東京逓信病院に入院。1週間の昏睡を経て右半身が麻痺し、言語症が生じたがリハビリを重ね、10月に復帰。
1980年（昭和55年）9月18日に肝臓がんで東京逓信病院へ入院するが、わずか2日後の9月20日に死去した。54歳没（享年56）。同年9月7日の上野鈴本演芸場が最後の高座になった。最後の言葉は長男・こぶ平（泰孝）に対する「なんでもまじめにやれよ」であったという。法名は「志道院釋誠泰」。墓所は父と同じ常福寺となった。
同じ時期にテレビ、ラジオで活躍した落語家に、弟弟子五代目月の家圓鏡（後の八代目橘家圓蔵）、七代目立川談志、五代目三遊亭圓楽、二代目三遊亭歌奴（後の三代目三遊亭圓歌）らがいる。

## 三平死後の年譜
- 1980年、三平の死去に伴い長男・こぶ平が林家こん平門下へ移籍。
- 1981年、こぶ平が二つ目昇進。
- 1987年、こぶ平が真打昇進。
- 1989年、次男・泰助がこん平に弟子入り。前座名「いっ平」。
- 1993年、いっ平が二つ目昇進。
- 1994年5月29日、こぶ平の長男・泰良（やすよし）（現在の林家たま平）誕生。
- 1995年、三平の自宅を改造して作った記念館「ねぎし三平堂」が開堂。
- 1996年7月31日、こぶ平の次男・泰宏（やすひろ）（現在の林家ぽん平）誕生。
- 2002年、いっ平が真打昇進。
- 2005年3月、こぶ平が「九代目林家正蔵」襲名。
- 2009年3月、いっ平が「二代目林家三平」襲名。
- 2013年4月、泰良が正蔵の元に弟子入り。前座名「たま平」。これにより海老名家は四代続く落語家一家となった。
- 2014年、正蔵が落語協会副会長に就任（2023年3月時点で現職）。
- 2017年11月、たま平が二つ目昇進。親子4代での二つ目昇進は史上初。
- 2019年4月、泰宏が正蔵に弟子入り。前座名「ぽん平」。
- 2020年12月17日、総領弟子のこん平が77歳で死去。

## 家族
- 父：七代目林家正蔵（本名・海老名竹三郎）
- 妻：海老名香葉子
  - 長女：海老名美どり（夫は峰竜太）
    - 孫：下嶋兄

  - 次女：泰葉
  - 長男：九代目林家正蔵（本名・海老名泰孝、妻は海老名有希子）
    - 孫：海老名あづき
    - 孫：林家たま平（本名・海老名泰良）
    - 孫：林家ぽん平（本名・海老名泰宏）

  - 次男：二代目林家三平（本名・海老名泰助、妻は国分佐智子）

### 家系図
|        |        |        |        | 七代目 林家正蔵 | 七代目 林家正蔵 | 七代目 林家正蔵 | 七代目 林家正蔵 | 七代目 林家正蔵 | 七代目 林家正蔵 |              |              |              |              |              |              | 中根音吉     | 中根音吉     | 中根音吉 | 中根音吉 | 中根音吉   | 中根音吉   |            |            |                 |                 |                 |                 |                 |                 |            |            |                 |                 |                 |                 |                 |                 |  |  |            |            |            |            |            |            |
|        |        |        |        | 七代目 林家正蔵 | 七代目 林家正蔵 | 七代目 林家正蔵 | 七代目 林家正蔵 | 七代目 林家正蔵 | 七代目 林家正蔵 |              |              |              |              |              |              | 中根音吉     | 中根音吉     | 中根音吉 | 中根音吉 | 中根音吉   | 中根音吉   |            |            |                 |                 |                 |                 |                 |                 |            |            |                 |                 |                 |                 |                 |                 |  |  |            |            |            |            |            |            |
|        |        |        |        |                 |                 |                 |                 |                 |                 |              |              |              |              |              |              |              |              |          |          |            |            |            |            |                 |                 |                 |                 |                 |                 |            |            |                 |                 |                 |                 |                 |                 |  |  |            |            |            |            |            |            |
|        |        |        |        | 初代 林家三平   | 初代 林家三平   | 初代 林家三平   | 初代 林家三平   | 初代 林家三平   | 初代 林家三平   |              |              | 海老名香葉子 | 海老名香葉子 | 海老名香葉子 | 海老名香葉子 | 海老名香葉子 | 海老名香葉子 |          |          | 中根喜三郎 | 中根喜三郎 | 中根喜三郎 | 中根喜三郎 | 中根喜三郎      | 中根喜三郎      |                 |                 |                 |                 |            |            |                 |                 |                 |                 |                 |                 |  |  |            |            |            |            |            |            |
|        |        |        |        | 初代 林家三平   | 初代 林家三平   | 初代 林家三平   | 初代 林家三平   | 初代 林家三平   | 初代 林家三平   |              |              | 海老名香葉子 | 海老名香葉子 | 海老名香葉子 | 海老名香葉子 | 海老名香葉子 | 海老名香葉子 |          |          | 中根喜三郎 | 中根喜三郎 | 中根喜三郎 | 中根喜三郎 | 中根喜三郎      | 中根喜三郎      |                 |                 |                 |                 |            |            |                 |                 |                 |                 |                 |                 |  |  |            |            |            |            |            |            |
|        |        |        |        |                 |                 |                 |                 |                 |                 |              |              |              |              |              |              |              |              |          |          |            |            |            |            |                 |                 |                 |                 |                 |                 |            |            |                 |                 |                 |                 |                 |                 |  |  |            |            |            |            |            |            |
|        |        |        |        |                 |                 |                 |                 |                 |                 |              |              |              |              |              |              |              |              |          |          |            |            |            |            |                 |                 |                 |                 |                 |                 |            |            |                 |                 |                 |                 |                 |                 |  |  |            |            |            |            |            |            |
| 峰竜太 | 峰竜太 | 峰竜太 | 峰竜太 | 峰竜太          | 峰竜太          |                 |                 | 海老名美どり    | 海老名美どり    | 海老名美どり | 海老名美どり | 海老名美どり | 海老名美どり |              |              | 泰葉         | 泰葉         | 泰葉     | 泰葉     | 泰葉       | 泰葉       |            |            | 九代目 林家正蔵 | 九代目 林家正蔵 | 九代目 林家正蔵 | 九代目 林家正蔵 | 九代目 林家正蔵 | 九代目 林家正蔵 |            |            | 二代目 林家三平 | 二代目 林家三平 | 二代目 林家三平 | 二代目 林家三平 | 二代目 林家三平 | 二代目 林家三平 |  |  | 国分佐智子 | 国分佐智子 | 国分佐智子 | 国分佐智子 | 国分佐智子 | 国分佐智子 |
| 峰竜太 | 峰竜太 | 峰竜太 | 峰竜太 | 峰竜太          | 峰竜太          |                 |                 | 海老名美どり    | 海老名美どり    | 海老名美どり | 海老名美どり | 海老名美どり | 海老名美どり |              |              | 泰葉         | 泰葉         | 泰葉     | 泰葉     | 泰葉       | 泰葉       |            |            | 九代目 林家正蔵 | 九代目 林家正蔵 | 九代目 林家正蔵 | 九代目 林家正蔵 | 九代目 林家正蔵 | 九代目 林家正蔵 |            |            | 二代目 林家三平 | 二代目 林家三平 | 二代目 林家三平 | 二代目 林家三平 | 二代目 林家三平 | 二代目 林家三平 |  |  | 国分佐智子 | 国分佐智子 | 国分佐智子 | 国分佐智子 | 国分佐智子 | 国分佐智子 |
|        |        |        |        |                 |                 |                 |                 |                 |                 |              |              |              |              |              |              |              |              |          |          |            |            |            |            |                 |                 |                 |                 |                 |                 |            |            |                 |                 |                 |                 |                 |                 |  |  |            |            |            |            |            |            |
|        |        |        |        |                 |                 |                 |                 |                 |                 |              |              |              |              |              |              |              |              |          |          |            |            |            |            |                 |                 |                 |                 |                 |                 |            |            |                 |                 |                 |                 |                 |                 |  |  |            |            |            |            |            |            |
|        |        |        |        | 下嶋兄          | 下嶋兄          | 下嶋兄          | 下嶋兄          | 下嶋兄          | 下嶋兄          |              |              |              |              |              |              |              |              |          |          | 林家たま平 | 林家たま平 | 林家たま平 | 林家たま平 | 林家たま平      | 林家たま平      |                 |                 | 林家ぽん平      | 林家ぽん平      | 林家ぽん平 | 林家ぽん平 | 林家ぽん平      | 林家ぽん平      |                 |                 |                 |                 |  |  |            |            |            |            |            |            |

## 名前

### 海老名榮三郎
海老名榮三郎は本名の初名。長男なのに「榮三郎」と名付けられたのは父正蔵の本名が海老名竹三郎だから。
しかし大人になった時に長男らしい名の泰一郎と改名している。
自らの息子達の名には「泰」の字をつけている。そして、長男・九代目正蔵（泰孝）も息子達（三平の孫）に長男に「泰良（やすよし）」、次男に「泰宏（やすひろ）」とそれぞれ「泰」の字を付けている。（注：泰良→林家たま平、泰宏→林家ぽん平）。
ただ、「泰」の字を付けられている三平の孫は、長男・九代目正蔵（泰孝）の2人の息子（泰良、泰宏兄弟）のみで、長男・九代目正蔵の長女（海老名あづき）や、長女・美どりの息子や、次男・二代目三平の息子には「泰」の字は付けられていない。

### 林家甘蔵
多くの資料ではこれを彼の初名としている。父正蔵が「こいつ（三平）は根が甘ちゃんだから甘蔵にするか」としてつけたという。しかし公式プロフィールではこの名を実際に名乗ったという事実はないとされる。

### 林家三平

#### なぜ「林家」なのか
もともと、海老名家は「林家」という名と関係がなかった。それは以下の理由による。
父正蔵の前名は七代目柳家小三治である。当時人気のあった初代柳家三語楼の一門であった。やがて落語協会内部で派閥抗争が起こり、初代三語楼一門は全員落語協会を脱退し、新たに初代三語楼を会長とする「落語協会」（いわゆる「三語楼協会」）という、つまり全く同名の組織を別に結成するという挙に出た。抗争は、互いに独立した二つの協会間の争いに変質したのである。
七代目柳家小三治（七代目林家正蔵）も師匠に従い三語楼協会に加わった。ところが、「柳家小三治」という名は柳派にとって重要な出世名で、柳派の総帥四代目柳家小さんは従来の協会（区別のため「東京落語協会」と呼ばれる）に残留したままである。東京落語協会は、三語楼協会に「小三治の名を返せ」と迫った。しかし三語楼協会が従うはずもなく、逆に東京落語協会は同じ柳派の柳家小ゑん（高橋栄次郎）に柳家小三治を襲名させてしまった。つまり、同時に2人の「柳家小三治」が発生したのである。この異常事態に対し、別団体睦会の五代目柳亭左楽の差配で、三語楼協会の小三治に柳家とは全く関係ない名「林家正蔵」を襲名させた（七代目）。この名は留め名であり、小三治より格上であった。これにより本来海老名家とは縁のない「林家」の屋号を名乗ることになったのである。

#### なぜ「三平」なのか
三平は、父正蔵がかつて名乗っていた前座名である。師匠が柳家三語楼なので「三」の字を採った。ただし、上記のように父は柳家なのでその名は「柳家三平」であった。ゆえに父は三平の初代には数えられていない。
また、上方落語の五代目林家正三の弟子、初代露の五郎の若名乗りが「林家三平」だったが、系譜的に別であるため、三平の初代には数えられていない。

#### 林家三平を名乗り続けた理由
三平は二つ目の時点で既に時代の寵児、そして落語協会の次代を支える若手の筆頭となっていた。真打への昇進ともなれば、落語協会としてもやはり前座名でない立派な名を与える必要があった。五代目小さんは、自らの前名「柳家小三治」を三平に譲る事を考えた。小三治は柳派の出世名である。これをもって彼を柳派の正式な一員とし、ホープとして育てる事を約束するようなものである。そして都合のいいことに、三平本人の父の前名でもある。
一方、師匠七代目橘家圓蔵もまた、自らの前名「月の家圓鏡」を三平に名乗らせたいという意向を持ち、さまざまな画策を行った。圓蔵は圓蔵で三平を橘家のホープ、そして自らの後継としたかったのである。
三平は師匠圓蔵案（師匠の名を襲名）を一貫して拒み続けた。しかも小さん案（父の名を襲名）も受け入れず、結局どの名跡も襲名することはなく「林家三平」のままで真打となったのである（五代目柳家小さん『咄も剣も自然体』）。そして、三平の名を一代で大看板にした。
結局月の家圓鏡の名は弟弟子の橘家舛蔵が襲名した。三平がテレビで人気を博していたころ、舛蔵改メ五代目月の家圓鏡は、主にラジオのトーク術で人気を博し、三平同様演芸界のスターダムにのし上がってゆくことになる。のちの八代目橘家圓蔵である。

### 林家正蔵の名跡
父正蔵没後6か月後の1950年4月22日、正蔵の名跡を貸して欲しいという騒動が起きた。
五代目柳家小さんの名跡をめぐり、兄弟子五代目蝶花楼馬楽（後の林家彦六）と弟弟子九代目柳家小三治が争い、馬楽が負けたからである。
小さんの名跡争いで馬楽が負けた原因は、小三治が三平の大師匠で実力者八代目桂文楽の預かり弟子であり強力な後援を受けていたことと、元々馬楽が三遊派から柳派に移籍した「外様」であったことが影響している。
当然、馬楽は不満である。四代目柳家小さんは四代目馬楽襲名後に四代目小さんを襲名した経緯から、馬楽を名乗った後は小さんになるのが通例であったが、襲名があっても香盤は変わらないので、“小さん”の名前が馬楽より格下となる「ねじれ現象」を生じてしまう。これでは差し障りがあった。
小三治には四代目小さん未亡人や文楽が後盾になっており、また折角の好機でもあるため馬楽に譲ろうとはせず、むしろ馬楽に自分より格上（又は同等）の名跡を襲名するように促す。
一方馬楽は空席の名跡を探していた時、怪談噺を得意とする「正蔵」が丁度空いている、と周囲に促され、急遽「一代限り」の約束で父同様五代目左楽を仲立ちに海老名家から正蔵の名跡を借り、八代目林家正蔵を襲名した。
父正蔵の一周忌すら済んでいないこの時期に、関係の薄い馬楽に名跡を譲らなければならなかったことは、当時の三平の境遇をよく表している。名跡は貸与しただけであり、勿論馬楽が三平の後見となってくれるというようなことは一切なかった。一方、八代目正蔵側から見れば、七代目正蔵襲名に至る経緯を知っているために、この名跡を「貸与」とする扱いには釈然としなかったらしい（「七代目林家正蔵」参照）。
なお、三平が正蔵を名乗ることは遂に叶わず、八代目正蔵よりも先に死去してしまう。三平没後、八代目正蔵は自ら「正蔵」の名跡を海老名家に返上し「彦六」に改名した。
ここまでの経緯は新宿末廣亭元席亭・北村銀太郎の説明によるものであるが、八代目正蔵よりも小さんを可愛がった北村の証言だけに、幾分かは割り引いて聞く必要もあろう。
実際、八代目正蔵は自伝『正蔵一代』で、生前三平に正蔵を返上しようとしたところ、三平から「師匠の宜しい（亡くなる）まで（正蔵を）お名乗り下さい」と説得されたことを明かしている。また、八代目正蔵は、自らの弟子の真打昇進時には、亭号を「林家」から他のものに変更させ、三平への配慮を見せていた。三平生存中に亭号を変更しなかった八代目正蔵の弟子に3番弟子林家枝二がいるが、その後に七代目春風亭栄枝を襲名して他の亭号に変更している。なお、4番弟子初代林家木久蔵（現：林家木久扇）は、三平に気に入られていたことからその肝煎りもあって亭号を変えることはなかった。このため、現在林家は二系統あるものの、木久扇は病に倒れた三平の惣領弟子こん平の代理として、九代目正蔵・二代目三平の後見になっている。

## 師匠
初めの師匠は、父正蔵である。
父正蔵の死後、父正蔵と同じく東宝名人会専属の初代柳家権太楼に入門する話が進んでいた。
七代目橘家圓蔵は、師匠八代目桂文楽に破門された後、七代目林家正蔵一門に弟子入りして2年間を過ごし、その後社会の最底辺で職業を転々とする文字通りの「てんてん人生」に甘んじた。圓蔵は、生涯を通じて落語が下手で、後世の評価でも三平の下手を遥かに上回るといわれている。
しかし、三平と母・うたは、丸きり他人の権太楼に入門するよりは、関係が多少でもある圓蔵のところに入門した方が良い扱いを受けるだろうと考えた。
だがその実、圓蔵は師匠正蔵にかなり冷遇された身であった。しかも最後は破門されており、正蔵に対し恨みを強く残していたのである。そのためか、東宝名人会における三平の前座経験と二つ目昇進を圓蔵は全く考慮しなかったので、落語協会で前座をやり直すことになった。
従ってこの時点では最悪の選択をしたように見えるが、最終的な結果として特段悪い道ともいえなかった。落語協会での修行を積むことで、落語家として正統な出世コースを歩むことができた。そしてTBSの出口一雄は大師匠文楽に心酔しており、その孫弟子である三平に喜んでチャンスを与えた。そのため同局のレギュラー番組（今日の演芸）を射止めることができたのだ。
加えて、晩年の権太楼は認知症の発症もあり、凋落が著しかったので、その弟子になっていたら出世の可能性は相当に狭められていたであろうと考えられている。

## 芸風・エピソード
テレビ時代の申し子と謳われた三平は、テレビが生んだ最初のお笑いブーム、「（第一次）演芸ブーム」の火付け役かつ中心的存在であり、また「爆笑王」の盛名をほしいままにした（今は当然のように在京のテレビ局でそのように呼ばれているが、存命時はそれほど飛びぬけていたわけではない。爆笑王と呼んだことはただ売り出すためのキャッチフレーズである）。
売れる前は父・正蔵と同じく古典落語を主に高座で行っていたものの、「囃の途中で言葉につまる」、「登場人物の名を忘れる」などの致命的なミスが目立つことが多かったため、仲間内から「大変下手な奴」、「鷹が生んだ鳶」、などと馬鹿にされていた。観客の中にも「この人は本当に落語を喋れるのか」と思うものは少なくなかった。だが三代目三遊亭金馬だけはその素質を感じ、「あいつはいつか大化けする」と将来の大成を予言していた。

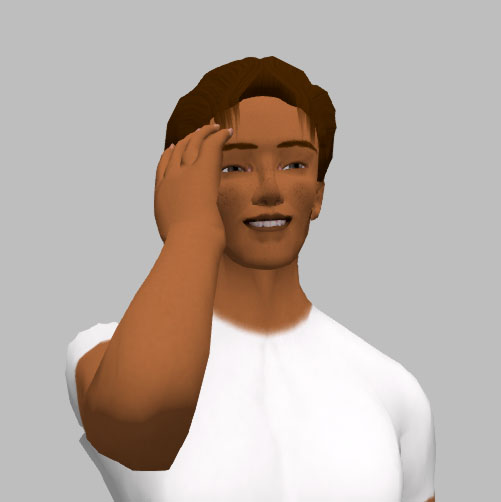
額に手をやる三平の仕草

時事ネタを中心に、「よし子さん」「どうもすいません」「こうやったら笑って下さい（と額にゲンコツをかざす）」「身体だけは大事にして下さい」「もう大変なんすから」「ゆうべ寝ないで考えたんすから」「坊主が二人で和尚がツ―（お正月）。」などの数々のギャグと仕種で一気にたたみかける爆笑落語で人気を博した。そして、「――このネタのどこが面白いかと言いますと……」と現在でいう「スベリ芸」を先駆けるネタも用いたことでも知られている。因みに「どうもすいません」、額にゲンコツをかざす仕草は、元々は父の七代目正蔵が客いじりで使用し、長男の九代目正蔵（泰孝)や次男の二代目三平(泰助)、孫のたま平（泰良）も時折見せる、海老名家のお家芸とも言えるポーズである。なお、「どうもすいません」について三代目三遊亭圓歌は、『NHKアーカイブス』の中で、東京タワーからのテレビ放送で司会をしていた三平が台詞を忘れてしまい、「どうもすいません」と額にゲンコツをかざしたところ、お客に大いに受けたのが始まりであると語っている。また、スケジュールが忙しすぎて生放送にしばしば遅れ、その時にカメラに向かって「（遅れて）どうもすいません」と謝っていたのがいつのまにか「三平の代名詞」になった。子供が泣けばあやす、客がトイレに行けばそれをいじるなど、客いじりにも造詣があった。
持ち時間制限が厳しいテレビでの露出が目立ったという事情もあり、小噺を繋いだ漫談風落語が一般の印象に強く、本格的な古典は苦手と受け取られがちである。しかし、実際には古典落語もきっちりこなせるだけの技術と素養を持っている噺家であった。
その一方で長男の泰孝（後の九代目正蔵）は、「親父は、弟子の名前を付けるのが下手だった」と回顧している。泰孝が三平に入門した時に付けられた「こぶ平」という名前は、弟の泰助（後の二代目三平）が「兄ちゃんは小太りだから、こぶ平という名前がいいんじゃないか」と言ったことから付けられた名前である。その他にも、種子島出身だから林家種平、北海道出身だから林家とんでん平という調子で、安易な名前を付けられた弟子も多い。もっとも、安易な名前だが落語家の定型的な名前からは逸脱しており、インパクトはあって覚えられやすい、また三平の弟子だと判りやすいという一面もあり、弟子たちにとって決してマイナスになるものではなかった。その泰孝も、自身の長男・泰良に「たま平」という名前を付けているが、由来は泰良が中学、高校とラグビー部だったという安易な理由であった。その他にも本名が武史だから「たけ平」や大阪出身だから「たこ蔵」など泰孝の弟子の名付け方は三平を踏襲したものが多い。
この様なエピソードばかりが目立ってしまうきらいはあるが、江戸落語の噺家として粋を大変に重んじる人物であった。服装は常に折り目正しく、高座には必ず黒紋付き袴で上がり、他の多くの噺家のように色つきの着流しで簡単に済ませるようなことはしなかった。洋装をまとうにしても高価なタキシードやスーツをきっちりと着こなしており、いい加減な服装・普段着で客の前やテレビに登場することはなかった。この点についていえば、テレビ本格普及以降に台頭した落語家のみならず芸能界で活躍したタレント・芸人を見渡しても希有な存在である。
自身の小噺に入っていた下ネタに放送禁止用語は一切使われておらず、そうしたものを「外道の芸」「芸を腐らせる」として徹底的に嫌っていた。
テレビの漫談では、ニコリとも笑わないアコーディオン弾きの小倉義雄との対比的なコンビが特に人気を博した。加えて、高座では、正座が当たり前だった常識を覆し、歌を立って歌うといった革新的なことから、「立体落語」という言葉を大衆に認知させた。また、弟子の林家ペー・パー子夫妻と共に数々の珍芸を披露。ペーは一時期三平のバックギタリストとして高座を共に務めていたことがある。
三平は芸人仲間相手の酒席の場でも、寄席などで披露していた「すべり芸的なギャグ」をサービスとして連発していたという。立川談志がたまりかねて三平に意見をしても、一向にその調子を変えず、談志は三平の「本音をけっして見せない姿」に不思議な思いを抱いたというが、三平の持つ芸や華を買っており、「（大化けして、）モンスターならぬ大スターになった」と評した。
前座が出演者の名前が書かれためくりを返して"林家三平"と出ただけで本人はまだ高座に上がっていないのに客が笑ったと言う。

### 戦争
三平は戦時中には陸軍に徴兵されている。この軍隊経験について本人は黙して語らなかったが、上官からは相当のいじめ・しごきに遭ったと伝えられている。また、夢であった医大への進学、医師への道も、戦争と終戦後の社会の混乱の影響で断念しなければならなくなった。
しかし、三平と戦争ほどミスマッチな取り合わせもない。この史実を後年の高座で取り上げた落語家曰く、
- 「三平さんまで兵隊行ったんですから、いかに当時の軍部が追いつめられていたかってことですよ」[13]（落語家は徴兵で）「十五、六人ぐらい行ってんですよ。で、一人も死なないで全部帰って来ちゃった。非国民ですねー。三平さんなんか、太って帰って来た。何してたんでしょう、あの人は」[13]（川柳川柳『ガーコン』）。
- 「あの人が戦争に行ったのだから日本は勝てるわけない。敵はびっくりしただろうね、『三平ですどうもすいません。ズドン(鉄砲の音)』」（3代目三遊亭圓歌）

妻・香葉子は、1945年の東京大空襲で一家のほぼ全員を失っている（ただ、香葉子の三兄にあたる中根喜三郎はただ一人空襲を生き延びている）。以降は流転の末に落語家（三代目金馬）の家で育てられた。

### 私生活
売れ始めた当初は遊びが過ぎて家に殆ど金を入れず、妻香葉子は内職に追われていたという。内職片手に子供に授乳するため、左乳のみが垂れてしまったという逸話もある。
同時期に活躍した石原裕次郎とは親交が大変深く、その付き合いは家族ぐるみのものであった。三平が1980年に、裕次郎が1987年にそれぞれ没した後もその親交は続いており、長男泰孝の九代目正蔵および次男泰助の二代目三平の襲名披露に際しては石原プロモーションによる全面的なバックアップが行われ、大変に豪華なものとなった。
1971年、七代目立川談志が参議院選挙に立候補した時には「ご町内の皆様、おはようございます。林家三平がご挨拶にあがりました。奥さんどうもすいません、三平です。こうやったら笑って下さい（と、額にゲンコツをかざす）。皆さん、ここにいる圓歌さんは、十年に一人出るか出ないかという芸人です。この談志さんは五十年に一人。この私、三平は百年に一人の芸人と、文化放送の大友プロデューサーが言ってくれました。そして、こちらの円鏡さんは一年に一人という……」と言ったところ、円鏡が「兄さん、そりゃあシャレにならねぇ」と止めに入るような応援演説だったため、誰が立候補したのか分からないような無茶苦茶なものだったという。
かような応援演説のせいで勘違いした者がおり、この選挙で「林家三平」と書かれた無効票が、圓歌によれば24票入っていたという。しかし五代目鈴々舎馬風は28票という数字を挙げている。いずれにしても基本的には選挙で無効票の個別内容とその票数までもが詳細に公開されることはないので、これらは噺家たちによるネタと見るべきものである。とはいえ三平の応援演説が原因で、実際にこのような「事故」が多少なりとも発生したであろうことは想像に難くない。
ネタ作りの時に仕事仲間から自宅の仕事部屋が暑くて困ると言われ、唐突にエアコン（当時は高級品）を購入した。しかし下の窓に設置したためちっとも涼しくならず、みんな寝転がってネタを作ったり、移動が大変なので自家用車を買うことになり、夫人に相談も無しで運転手付きの車を購入するなど、値の張る衝動買いをしばしば引き起こしている。
長男・泰孝（九代目正蔵）の回想によると、子どもの頃の父・三平に対するイメージは「典型的な優しいお父さん」という印象だったそうだが、落語家として弟子入りした直後からそれまでの態度を一変して厳しい姿勢を取るようになったという。古典の稽古で噺を上手く出来ない度にゲンコツを喰らっていたなど、下積み修行時代には容赦なく殴ることも少なくなかったとのこと。このことに関して九代目正蔵は「父は、僕を一人前の噺家にするために人並み以上の責任感と言うものを背負っていたのだろう。だからあのときの拳骨の一発一発が僕に対する愛情だった」と語っている。これは三平自身が大正生まれで、まだ前近代的な価値観を持っていたが故、そして自身の跡継ぎとなる長男が一門の誇りと信頼を汚さぬよう、立派な落語家に育て上げるという責任感の強さから、このような非常に厳しい指導を九代目正蔵に行っていたとされる。この姿勢は九代目正蔵にも受け継がれており、九代目正蔵自身の跡継ぎとなる長男・泰良（たま平）に対して、ゲンコツなどはしないものの三平と同様に非常に厳しい指導を行っている。
その反面非常に付き合いを重視しており、弟子達を連れて飲みに行って奢ることが度々あった。父親である七代目正蔵が吝嗇と呼ばれ、出費を伴う付き合いを嫌ったといわれたのと対照的であった。

## 晩年

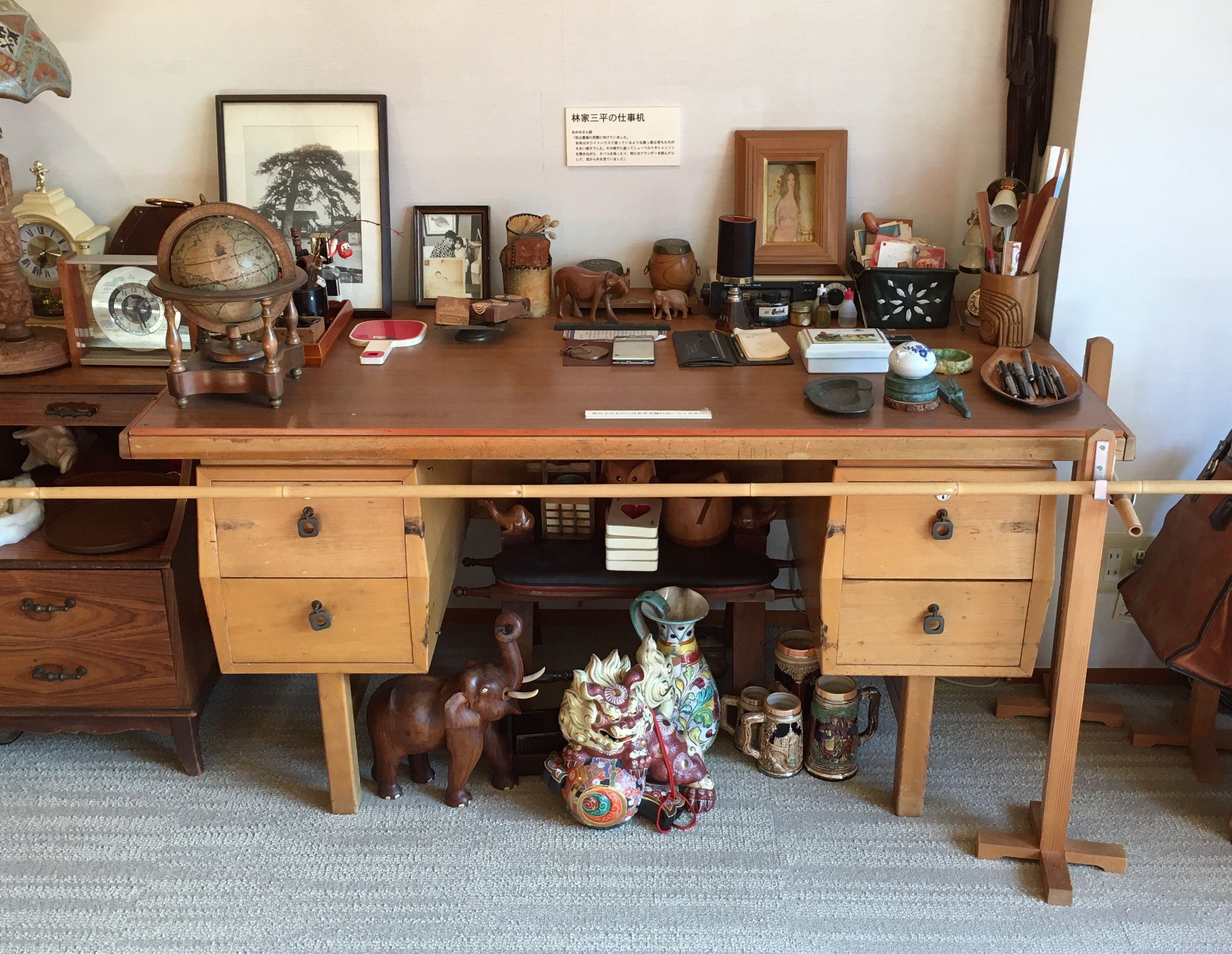
三平の仕事机

1978年、六代目三遊亭圓生が主導して引き起こした落語協会分裂騒動の際には、師匠圓蔵は三平・圓鏡も含む一門を挙げて新団体に参加する予定で、新団体旗揚げの場には圓蔵が三平を連れて来る手はずであったと言われている。当代一番人気の噺家であり落語界きってのテレビスターでもある三平を新団体へと参加させることができれば、彼こそが新団体にとって最大の切り札となるはずであった。
だが、赤坂プリンスホテルで行われた新団体の旗揚げの記者会見に現れたのは圓蔵・圓鏡だけで、三平はついに姿を現さず、新団体の参加者たちを動揺させることとなる。三平は、圓生が裏で三平とその門下たちを徹底的に敵視・軽視し、冷遇していた実態を十分に把握しており、その圓生が中心人物となる新団体に移籍したところで、自身とその一門にとっては百害あって一利なしと考え、自身の中では当初から「落語協会残留」に方針を定め、それは一貫して揺らぐことはなかった。
なお、三遊亭圓丈の著書『御乱心 落語協会分裂と、円生とその弟子たち』などで語られるところでは、この時、三平は弟子を集めて「私は新協会に誘われているがみんなはどう思うか」と聞いたところ、総領弟子こん平が三平の足にしがみ付き「師匠の行く所ならどこまでもご一緒します」と泣いたという。圓丈によれば、クサイ芝居で嫌われたこん平でもあれは酷かったともっぱらの評判であったというが、三平とその門下の結束の強さを示すエピソードでもある。なお、この本の著者である圓丈がいた圓生一門はこの一件が尾を引き、最後は圓生の急死で事実上の空中分解に近い形で消滅しており、文中の端々からはこの一件で揺らぐことのなかった三平一門の結束の固さに対する羨望も窺える。
また、興津要の『落語家』（旺文社文庫）によれば、そればかりでなく師匠圓蔵に落語協会脱退を撤回させたのも、三平の説得によるものであったという。興津はそれは相当に粘り強い努力であったろうと推測している。三平の不参加、そして三平が圓蔵を「脱落」させたこと、さらに圓蔵の「脱落」によって圓鏡もまた協会脱退を撤回したことは、圓生を中心とする新協会（落語三遊協会）にとっては相当の痛手になったと言われている。
落語の世界では芸がこれから円熟すると言われる50代半ばで肝臓がんによって早世した三平ではあるが、周囲の証言によればその最期もネタできっちり締めたという。
死ぬ間際になっても、なおその芸人根性を示した様子を描いた文章に以下のものがある。
父・三平のこのような芸人根性を目の当たりにしたこぶ平は、その際「天才だ。かなわない」と驚愕したと語っている。また、義兄の中根は「泰一郎さん（三平の本名）はお笑い芸人に向いているだろう」とこの時思ったという。
その一方、病床にあっても亡くなる数時間前まで、新聞や週刊誌から面白いネタや情報を仕入れようとしていたと伝えられる。

### 三平一門の結束と矜持
三平の一門弟子たちは、三平没後久しい現在もなおその結束の固さで芸能の世界に知られている集団である。
落語の世界においては、師匠の死去を区切りとして一門が解散するのが通例となっている。だが、三平の門下たちは、林家こん平を中心人物として三平の死後も長らく「三平一門」として事実上の一派を成してきた。三平は落語家以外にも林家ペー・林家パー子や林家ライス・カレー子といった漫談家・漫才師も育てているが、何れも三平門下として三平の芸の系譜を受け継いでいることを大切にしており、この一門の結束の固さは落語界でも特筆すべき存在である。
これらの背景には上述の落語協会分裂騒動がある。三平が死去した1980年秋当時の落語協会にはこの騒動の後遺症がまだ色濃く残っており、以降、騒動の経緯から三平とその一門と、三平の師匠（こん平たちから見れば大師匠）である七代目圓蔵の一門などの間にはある種のわだかまりが残っていた。また七代目圓蔵も三平に先立つ1980年5月に死去しており、その一門は事実上の解散となっていた。そこに来て三平が50代半ばで死去したから、修行中の三平の弟子たちは同系の師匠を頼るに頼れず行き場を失った事実上の「落語界の孤児」とでも言うべき状態となり、結果として総領弟子で当時三平一門生え抜きでの唯一の真打でもあった林家こん平が一門をそのまま継ぎ、弟弟子たちはそのままこん平の弟子になった。そして、その背後には海老名家（未亡人の海老名香葉子）と義兄の中根喜三郎が依然としてバックに付き、事実上のオーナー的存在となった。既に真打となって8年を経た身であったとはいえ、この様な形で三平に代わり年若くして一門を率いて否応なく独立独歩の道を歩む事になったこん平が、分裂騒動でギクシャクした落語協会の人間関係の中で如何に辛酸をなめさせられたかは、香葉子の著書『おかみさん』に描かれているとおりである。
その様な過酷な状況を一門は一丸となって乗り越えながら、三平の弟子・孫弟子から数多くの真打を誕生させた。そして、一門に名を連ねた三平の息子2人も落語家として育て上げ、ほぼ四半世紀を費やしながらついには泰孝がこぶ平を経て九代目正蔵、泰助がいっ平を経て二代目三平の名跡を襲名するまでに至った。九代目正蔵・二代目三平はともに複数の弟子（三平にとっては曾孫弟子）を採っており、さらに九代目正蔵は既に直弟子から5人を真打に昇進させ、2014年には落語協会の副会長に着任するなど、協会内における重鎮の地位になっている。九代目正蔵の2人の息子達も「林家たま平」（長男：泰良、二ツ目）と「林家ぽん平」（次男：泰宏、二ツ目）の新たな「海老名兄弟」として、それぞれ曽祖父から続く四世落語家の道を歩んでいる。
一方で一門の惣領弟子として守り続けてきたこん平は、上述のストレスや過度の飲酒から2004年8月に多発性硬化症を発症し入院。初回から出演していた『笑点』を降板することとなった（後任は弟子の林家たい平が就任）。こん平はその後リハビリを行い回復はしたものの、高座復帰が出来る体調までは戻らず、落語家としては事実上のリタイア状態となり2020年12月に死去した。こん平が倒れた後に実施された前述した海老名兄弟の正蔵・三平襲名の後見は八代目正蔵の弟子でこん平とは『笑点』で共演していた林家木久扇が行っている。
三平の「下ネタは芸を腐らせるもの」という考え方は、一門の伝統として受け継がれている。三平の没後久しい現在でも、三平門下は元より孫弟子に当たる者達まで三平系列に属する芸人の殆どが、「三平一門の不文律」として下ネタを避けている事は芸能界でも有名である。実際、このために九代目正蔵（当時こぶ平）はWAHAHA本舗の旗揚げ公演時のメンバーでありながら、早々に脱退する事になった。ただし、希有な例外として、こん平が『笑点』の大喜利で時折出していた「肥溜めに落っこちた」などの肥溜めネタがある。また、三平本人も「性教育」「感じやすいの」などのような性を連想させるネタをいくつか持っている。ただし前者は「こん平＝田舎者の権助」という大喜利でのキャラクター要素の一つの象徴としての田舎者ネタとしての意味合いが強く、後者は性とは一切関係のない内容のオチがついているものがほとんどなため、下ネタとは方向性や意図が大きく異なるものともいえる。

## 追善興行

### ８月余一会
初代三平の一周忌となった1981年より毎年8月31日の浅草演芸ホールの余一会は、「（初代）林家三平追善興行」が昼夜を通して組まれることが恒例となっており、色物や孫弟子も含む三平一門の弟子がほぼ総出演する一門会となっている。孫弟子として一門に名を連ねた三平の孫のたま平（泰良）とぽん平（泰宏）の兄弟も毎年出演している。病により事実上休業状態だった一門の惣領弟子であるこん平も亡くなる2年前（2018年）まで「ご挨拶」という形で出演していた。近年、三平の直弟子は年齢的な面でも徐々に一門会への出演者が減っており、（三平死去に伴い移籍した者以外の）こん平や正蔵などに入門した孫弟子、さらに曾孫弟子の出演者の割合が増えてきている。42回目を迎えた2023年は昼の部は二代目三平（泰助）、夜の部は九代目正蔵（泰孝）が主任（トリ）を務めている。

### 生誕百年記念興行
初代三平が生誕百年を迎えた2025年、浅草演芸ホール6月中席（11日～20日）昼の部で「初代林家三平百年記念興行」が開催された。トリは実子の二代目三平（代演：九代目林家正蔵）。三平は高座でアコーディオン（田ノ岡三郎・遠峰あこ（日替わり））の伴奏で初代の「リズム落語」を再演した。日替わりゲストには毒蝮三太夫（11）・テリー伊藤（14）・関根勤（16）・三遊亭好楽（17）・坂崎幸之助（THE ALFEE）（19）が出演。特に坂崎の回については演芸ホールにチケット購入の問い合わせが殺到、通常とは異なる抽選販売とした。坂崎は生前の初代三平と対面した時の思い出などをギター漫談として語り、最後の二代目の高座にも飛び入りで登場。二人で「ヨシコさん」を歌った。

## ネタ
寄席での演目名は必ず『××月の唄』となっていた。××月のところには上演の月が入る。そして、何月だろうが関係なく、何時も同じく、小噺を羅列するだけで終わってしまうのだった。
落語は物語（ストーリー）から成り立つ、という固定観念を持つ者には、理解できないどころか耐えられないのが三平落語で、ストーリーもシチュエーションもない。三平落語ははなから物語を捨てている。
落語家は高座で「つかみ込み」をやるのは絶対的禁忌とされている。三平は他のジャンル（歌謡界（西城秀樹……）などから「つかみ込む」ことはあっても他の落語家のギャグをパクることはなかった。つかみ込みを禁ずる理由は同業者からの剽窃を防止することにあるので、三平は最低限のルールを守っていたのである。
多くの小噺・ギャグは、実は自作ではなく、以下の人たちをライターとして起用し作成したとされている。
- 三笑亭笑三（ほぼ同期の落語家）
- はかま満緒（脱線問答）
- 小島貞二（『定本・艶笑落語』編纂者）
- 能見正比古（血液型占い創始者。『定本・艶笑落語』編纂者）
- 神津友好（『笑伝 林家三平』作者）
- 相良順
- 柊達雄

他にも存在する可能性があるが、これらのギャグは三平のために新たに書かれたもので、その意味ではオリジナルであるといってよい。
持ちネタは『有楽町で会いましょう』『源平盛衰記』『源氏物語』などであるとされるが、『有楽町〜』はともかく、『源氏物語』もひどい（三平らしい）もので、話を全く進ませようとせず、いつものたわいのない小噺で時間を埋め尽くすのであった。よく演じた古典ネタは「湯屋番」「たらちね」のほか「浮世床」などで、ところどころに彼独自のカラーが見られるが、全編を通してきっちりと演じていた。
三平は全盛時代から「歌謡曲やコントばっかりやってないで、古典落語をやったらどう？」とからかわれるのが常であったが、死ぬまで堂々と三平流を押し通した。また、晩年には三遊亭圓丈が渋谷ジァン・ジァンで開催していた実験落語にも興味を示しており、圓丈に直接出演を依頼したこともあった（当の圓丈はあまりに恐れ多くて断ってしまったという）。

### 『源平盛衰記』
『源平盛衰記』は講談で知られた軍記で、父正蔵が落語に取り入れた。取り入れた、とはいえ大胆な改作で、何しろ常盤御前がカフェー（現在のカフェとは意味が異なる）の女給として接待をするというもの。時代を現代（といっても昭和初期）に合わせ、昭和初期の風俗（円タク、コーヒー、カツレツなど洋食）を描き切るというものだった。これら流行の最先端にいた人は軍記とのギャップが可笑しさとなり、和服で昔ながらの生活をしていた人（当時そういう人はかなりいた）には（その人にとって）未知の未来構図を垣間見ることが出来るという、かなり秀逸なものだった。
三平は父の芸を受け継いだが、父のギャグを部分的に取り入れるも、出てきた内容はいつもと同じで小話の羅列である。「祇園精舎の鐘の声、諸行無常の響きあり」「驕る平家は久しからず」と口上を一通り述べた後は、「平家物語のこの難解な文章がスラスラッと喋れるあたり、三平もあんまりバカではありません。もう大変なんすから、奥さん聞いてください…」から始まる小噺やギャグが延々と続き、話が展開しない、漫談風落語であった。
なお義経のひよどり越えを「日傭取り越え」（費用取り越えではない・日雇取り、とは日雇い労働のことである）のギャグは父正蔵が始めたもの。また、後年の三平のアコーディオン落語と同じく、父正蔵も洋楽バンドによるバックミュージックをつけていた。もっともこれを最初にやったのは、父正蔵の弟弟子柳家金語楼の「ジャズ落語」である。
三平以外に『源平盛衰記』を演じたのは七代目立川談志等がおり、三平から噺を教わった談志が噺を大幅に作り替え、全編を社会風刺として演じている。これはこれで一つのスタイルであり、現代ではこちらの方が主流になっている。

## 一門弟子
- 林家こん平 - 惣領弟子、2020年死去
- 八代目三升家小勝 - 六代目三升家小勝門下から移籍

### 三平死後林家こん平門下へ
- 林家辰平 - 後に林家ぎん平に改名、2022年廃業。
- 林家源平
- 林家種平
- 橘家六蔵 - 七代目橘家圓蔵門下から移籍、後に林家かん平に改名。
- 林家こぶ平 - 長男・泰孝、後に九代目林家正蔵を襲名。
- 林家鉄平
- 林家しん平
- 林家錦平
- 林家のん平
- 林家とんでん平

### 色物
- 林家大平 - 漫談、1974年死去
- 林家ペー - 漫談
  - 林家パー子
- 林家ペタ子 - タレント、当時東京演芸協会所属[21]
- 林家ライス・カレー子[注釈 21] -  夫婦漫才
- 林家英平 - 漫談家・司会者、当時東京演芸協会所属[22][23]

### 廃業
- 林家珍平 - 俳優に転向、2000年死去

### 破門
- 林家ばん平[注釈 22]
- 林家クーペ - 2020年死去
- らぶ平[注釈 23]

一番弟子である珍平と事実上の惣領弟子であるこん平の間に他に弟子が3人いたとされるが、全員が廃業している。なお、珍平、こん平は時系列的に初代三平が真打に昇進する以前に弟子となっている（本来は真打の身分にならなければ、弟子を採る事ができない）。
なお、初代三平の死後は、既に俳優業に転じていた珍平、他の一門からの移籍で既に真打の身分であった勝二、漫談・漫才師として色物の扱いであるペー・パー子夫妻およびライス・カレー子夫妻、当時東京演芸協会所属のペタ子・英平を除く全ての弟子が、事実上の惣領弟子となっていた林家こん平の門下に直った（クーペの廃業時期は不明、大平は1974年死去）。
三平一門の特徴として、惣領弟子のこん平を筆頭に（移籍した預かり弟子を除いて）前座当時の高座名（男性の場合は「～平」）を真打になっても通す者が多く、改名をした者が少ない（「林家げん平」→「林家源平」、「林家うし平」→「林家錦平」など二ツ目昇進で改名し、真打でもそのままの高座名で通した例もある）。真打昇進を機に改名した例として、「林家辰平」が真打昇進とともに「林家えび蔵」に改名し、さらにその約6年後に「林家ぎん平」と改めた例や、孫弟子（九代正蔵の弟子）である「林家たこ平」が真打昇進とともに「林家たこ蔵」に改めた例、名跡襲名としては、実子のこぶ平が九代目林家正蔵、いっ平が二代目林家三平をそれぞれ襲名して改めた例などが数少ない一門の改名例である。

## 出演作品

### テレビ
- 踊って歌って大合戦（日本テレビ）
- タワーバラエティ（フジテレビ）
- 三平・美どりのドキドキ生放送（フジテレビ）

### 映画
- われら劣等生 (1965年、松竹)
- さすらいは俺の運命 (1965年、日活)

### ラジオ
- お笑い歌謡決定版（TBSラジオ）
- 朝からどうもすみません（文化放送）
- 歌謡大行進（文化放送）-月曜パーソナリティー

### CM
- 鈴木日本堂「トクホン」
- セメダイン
- 二木の菓子　二木ゴルフ
- 渡辺製菓（後にカネボウハリス（現:クラシエフーズ）に吸収合併）「渡辺しるこの素」
- フジマル（富士アルミニウム工業）「調理器具」
- お茶の土倉
- 焼き肉東海苑

## 音楽

### シングル
- おこちゃのチャ／ツーてばカー（テイチクレコード）
- 彼氏と彼女の午后でした（テイチクレコード）
- 三平の聖徳太子の七不思議／三平の熱海の海岸（1962年2月、テイチクレコード）
- ワッショイ踊り（林家三平・姫の宮ゆり）／ところどころ愛されてネ（姫の宮ゆり）（1965年8月、テイチクレコード、SN-234）-　日本テレビ「踊って歌って大合戦」より
- バチ・バチ／ヨシコと歩けば（1968年6月1日、東芝レコード、TP-1656）
- ひとりぼっちの恋／夜明けのムーチョ（1970年1月、東芝レコード、TP-2241）

### アルバム
- 林家三平（1989年9月6日、ビクター、VDR-21035）
- 林家三平メモリアル・ベスト（1992年9月23日、東芝EMI、TOCT-6659）

## 林家三平を描いたドラマ・舞台等
- スネークマンショー（TBSラジオ）　のちにレコード（CD）化　イエローマジックオーケストラ『増殖』に収録
- 金曜劇場「ことしの牡丹はよいぼたん」（フジテレビ、1983年）　三平役：穂積隆信
- FMシアター「さよなら林家三平」（ラジオドラマ、NHK-FM・1985年）　尾藤イサオ（声）
- 花王ファミリースペシャル「林家三平夫人物語 どうもすいません!」（関西テレビ・1993年） 三平役：渡辺徹
- コロッケ芸能生活25周年記念公演「笑われたかった男」（舞台・新宿コマ劇場 2005年10月公演）　三平役：コロッケ
- 昭和の爆笑王ドラマスペシャル「林家三平ものがたり おかしな夫婦でどうもすいませーん!」（テレビ東京・国際放映、2006年8月20日）　三平役：山口達也（当時TOKIO）
  - DVDはタキコーポレーションから発売
- 昔、男ありけり「林家三平〜ガラスのカタツムリ〜」（2008年3月27日、NHK BShi）[26]
- 舞台「三平物語」（明治座2009年3月公演）脚本：金子成人　三平役：風間杜夫
- ドキュメンタリー映画「ジャングルハウス3ガス」（監督: 水谷俊之、2009年）
- BS笑点ドラマスペシャル 桂歌丸（2019年、BS日テレ）三平役：中尾明慶
- BS笑点ドラマスペシャル 笑点をつくった男 立川談志（2022年、BS日テレ）三平役：小手伸也
- 令和七年笑点暦（日本テレビサービス、2024年）- この年、生誕百年を迎えることを祝して、11・12月「生誕百年 東西落語大看板」に桂米朝と並んだ寄席文字看板が登場している。作者は橘右橘。